# Unterlassungsdelikt
Ein Unterlassungsdelikt ist eine Straftat, die ein Unterlassen unter Strafe stellt. Anders als beim Begehungsdelikt wird man also bestraft, weil man etwas gerade nicht getan hat. Gemeinsames Tatbestandsmerkmal aller Unterlassungsdelikte ist, dass der untätig Gebliebene eine Möglichkeit zum Handeln gehabt haben muss.
Unterschieden werden echte und unechte Unterlassungsdelikte.

## Echte Unterlassungsdelikte
Echte Unterlassungsdelikte sind schon der Formulierung des Tatbestandes nach als solche angelegt. Kern des tatbestandlichen Inhalts ist ein Handlungsgebot. Die Tathandlung besteht in der Nichtvornahme einer gebotenen Handlung. Eine Garantenstellung im Sinne von § 13 StGB wird nicht vorausgesetzt, da eine Handlungspflicht für jedermann besteht.
Die gebotene Handlung vorzunehmen bedeutet andererseits, dass dies dem Hilfspflichtigen physisch real möglich ist. Auch muss eine Handlungsvornahme erforderlich und zumutbar sein.
Das deutsche Strafrecht kennt nur wenige Tatbestände dieser Art:
- Unterlassene Hilfeleistung (§ 323c StGB)
- Nichtanzeige geplanter Straftaten (§ 138 StGB)
- Hausfriedensbruch (§ 123 Abs. 1 Alt. 2 StGB)

## Unechte Unterlassungsdelikte
Nahezu jede als Begehungsdelikt formulierte Straftat kann auch durch Unterlassen verwirklicht werden. Es handelt sich um die sogenannten unechten Unterlassungsdelikte im Sinne von § 13 StGB. Voraussetzung dafür ist, dass das beanstandete Verhalten Handlungsqualität aufweist und dass den Unterlassenden eine sogenannte Garantenpflicht, d. h. eine Rechtspflicht zum Handeln, trifft. Im Kern wird hierbei eine Verbotsnorm verletzt. Bei unechten Unterlassensdelikten handelt es sich um echte Sonderdelikte und um Pflichtdelikte.
Ist ein strafbewehrtes „positives Tun“ des Täters bereits effektiv geworden, so liegt der Schwerpunkt der Vorwerfbarkeit im aktiven Tun und nicht im Unterlassen einer erforderlichen und gebotenen Handlung. Diese Abgrenzung kann Schwierigkeiten bereiten, wie ein klassischer Schulfall zeigt: A zieht Tochter B, die in einen Brunnen gefallen ist, mit dem Seil zunächst hoch. Dann lässt er B wieder ab und überlässt sie (strafbewehrt) ihrem Schicksal. Alternativ dazu der Fall: A zieht von vornherein das Seil nicht hoch. B kann nicht gerettet werden. Während in letztgenannter Variante ein Unterlassen zu bejahen sein wird, kommt es in der Vorvariante entscheidend darauf an, bei welcher Verhaltensweise der Schwerpunkt des strafrechtlich relevanten Verhaltens liegt und welche normative Wertung ihm zukommt (sozialer Handlungssinn).
Der Unterlassungstatbestand wird erfüllt durch den Eintritt des tatbestandlichen Erfolges (z. B. Tod bei § 212 StGB), wobei die zur Erfolgsabwendung objektiv gebotene Handlung gerade nicht vorgenommen wird, obwohl eine physisch reale Möglichkeit der Erfolgsabwendung besteht und ebenso eine besondere Pflichtenstellung (sogenannte Garantenstellung, § 13 StGB), sei es aus Gesetz (s. o.), enger Lebensgemeinschaft, tatsächlicher Übernahme von Schutzpflichten, Verantwortlichkeit für Gefahrenquellen (Verkehrssicherungspflicht), Aufsichtspflicht oder Ingerenz (pflichtwidriges gefährdendes Vorverhalten).
Für die Verknüpfung des tatbestandlichen Erfolges mit dem Unterlassen zum Tatvorwurf, bedarf es der Kausalität. Diese erfolgt in Umkehrung der aus der Äquivalenztheorie entwickelten Conditio-sine-qua-non-Formel per hypothetischer Prüfung dahingehend, dass die dem Täter mögliche und gebotene Handlung nicht hinzugedacht werden kann, ohne dass der konkrete Erfolg mit an Sicherheit grenzender Wahrscheinlichkeit entfiele. Um die ausufernden Wirkungen des Äquivalenzansatzes einzudämmen, muss die objektive Zurechenbarkeit geprüft werden. Unzumutbar ist beispielsweise eine Selbstgefährdung.
Subjektiv hat der Täter Kenntnis aller objektiven Tatbestandsmerkmale sowie der Garantenstellung und auch der Erfolgsabwendungsmöglichkeit. Gleichwohl will er untätig bleiben.
Mit der tatbestandlichen Garantenstellung korrespondiert auf Ebene der Rechtswidrigkeit die Garantenpflicht. Irrtümer über die Garantenpflicht sind dem Verbotsirrtum gemäß § 17 StGB zuzuordnen. Ein anderes Problem, das auftauchen kann, ist das Vorliegen einer rechtfertigenden Pflichtenkollision, die dann eintritt, wenn zwei oder mehrere gleichrangige Handlungspflichten bestehen, aber nur eine erfüllt werden kann und auch wird. Soweit die Rechtsgüter gleichrangig sind, verbleibt ein gerechtfertigtes Wahlrecht. Anders aber, wenn die Güterwertigkeit ungleich ist; hier ist das höherwertige Rechtsgut zu schützen. Widrigenfalls liegt Rechtswidrigkeit der Entscheidung vor.

## Besonderheiten fahrlässiger unechter Unterlassungsdelikte
Das Strafrecht sieht eine Strafbarkeit für fahrlässiges Handeln nach § 15 StGB nur vor, wenn dies ausdrücklich mit Strafe bedroht wird.
Einen klassischen Fall bildet § 229 StGB (Fahrlässige Körperverletzung). In den Fällen der fahrlässig begangenen unechten Unterlassungsfälle tritt der kausale Erfolg ein, weil der Handlungspflichtige die zur Erfolgsabwendung mögliche und objektiv gebotene Handlung unterlässt. Bei diesem Deliktstyp findet eine Tatzurechnung statt, wenn die Sorgfaltspflichtverletzung im Rahmen einer Garantenstellung daraus resultierende Pflichten verletzt. Im Tatbestandsannex spielen gelegentlich objektive Bedingungen der Strafbarkeit eine Rolle, die eine Garantenpflichtverletzung ausschließen können.